# Transil

Simboli usati per soppressori di transitori e transil bidirezionali

Il Transil è un componente elettronico soppressore di tensione. Il Transzorb, registrato della General Semiconductor; ora assorbita dalla Vishay ne costituisce un esempio.

## Funzionamento
Il Transil ha un comportamento simile ad un diodo Zener in quanto si porta in conduzione quando la tensione ai suoi terminali supera il valore per cui è progettato ma, a differenza di quest'ultimo, serve per proteggere i circuiti elettronici dai picchi di sovratensione veloci e distruttivi (spike, surge, burst).

Rispetto ad un diodo zener ha infatti un tempo di intervento più veloce (spesso dell'ordine dei picosecondi) ma generalmente un tempo di riapertura, dopo che il transitorio di sovratensione è trascorso, molto più lungo.

## Tipi di Transil
Vi sono due tipi di Transil:
- Transil unidirezionali: che (come gli zener) bloccano i disturbi in un solo senso, mentre di fronte a tensioni con polarità opposta si comportano come normali diodi.
- Transil bidirezionali: che vengono inseriti in circuiti dove è presente una tensione alternata;  costituiti da due Transil connessi in serie ma con polarità opposta (Antiserie).

## Caratteristiche dei Transil
I parametri che caratterizzano un Transil sono:
- Stand-off voltage (tensione di non intervento): la tensione massima che può essere presente ai suoi terminali e che non determina nessun intervento di protezione (e quindi una corrente trascurabile).
- Breakdown voltage (tensione di intervento): la tensione a cui il Transil inizia ad intervenire (conducendo corrente). È detta anche knee voltage (tensione di ginocchio) in quanto la curva caratteristica in questo punto presenta un'accentuata curvatura.
- Clamping voltage (tensione di bloccaggio):  la tensione presente quando nel Transil scorre la massima corrente che può sopportare.
- Transil average power dissipation {\displaystyle P_{AV}\;} (Potenza media dissipabile). È importante in presenza di disturbi ripetuti. Nota l'energia del singolo disturbo e la frequenza dei disturbi: {\displaystyle P_{AV}\;=\;f\;\cdot \;W\;} (dove f è la frequenza dei disturbi e W l'energia del singolo disturbo). Il calcolo dell'energia del singolo disturbo dipende dalla sua forma (Vedi ad esempio nota tecnica[3]).
- Response time (tempo di risposta): deve essere il più breve possibile perché altrimenti i componenti elettronici che devono essere protetti sono esposti al disturbo e si guastano prima dell'intervento del dispositivo di protezione.
- Parasitic capacitance (capacità parassita): può essere importante quando sulla linea da proteggere sono presenti variazioni di tensione che potrebbero essere influenzate dalla capacità parassita che il Transil introduce. Sono comunque prodotti Transil (di minore potenza di protezione, ma di minore capacità parassita) adatti a proteggere linee di trasmissione dati[4].
- Amount of energy it can dissipate (massima energia dissipabile): si differenzia a seconda del tipo di disturbi applicati (periodici o singoli). Se l'energia generata dal disturbo supera la massima energia dissipabile il Transil va in cortocircuito (a differenza del varistore che diventa un circuito aperto)[4]. In tutti i casi il circuito protetto va fuori servizio.
- Leakage current (corrente dispersa): è la corrente che viene assorbita dal Transil quando è applicata una tensione non pericolosa per il circuito protetto. È importante solo in circuiti particolari dove le correnti presenti sono molto basse e possono essere disturbate dalla presenza del Transil.

## Transil e Trisil
Il Transil è simile al Trisil  ma si differenzia in quanto quest'ultimo in presenza di una tensione superiore al valore che lo caratterizza, va in cortocircuito e vi rimane fino a quando la tensione applicata ad esso non viene rimossa (tipo di funzionamento chiamato crowbar). A monte del Trisil va quindi previsto un dispositivo che limiti la corrente (fusibile, PTC, ecc.) per non determinare la distruzione del Trisil e non generare pericolose sovracorrenti. La curva caratteristica (anche se le funzioni e potenze in gioco sono diverse) è simile a quella del DIAC. A parità di dimensioni il Trisil può sopportare delle potenze di disturbo e quindi delle correnti maggiori del Transil in quanto, quando interviene, la tensione ai suoi capi si riduce a circa un volt.

## Transil e Varistore
Le differenze tra Transil e Varistore sono:
- Il Varistore è solo bidirezionale mentre il Transil è disponibile sia in versione monodirezionale  (per applicazioni in corrente continua) che bidirezionale (per correnti alternate). Talvolta si può vedere in un circuito elettrico in corrente continua l'adozione di un varistore o un Transil bidirezionale: non è errato ma la protezione che offre è inferiore.
- La corrente di dispersione è minore nel Transil.
- Il blocco delle sovratensioni è più efficace con il Transil.
- La rapidità di intervento è migliore nel Transil.
- Nel varistore è presente un fenomeno di invecchiamento per cui, in presenza di più interventi, la tensione di bloccaggio dei disturbi tende a peggiorare nel tempo, mentre resta pressoché costante nel Transil.